# Depósito de la ría de Huelva

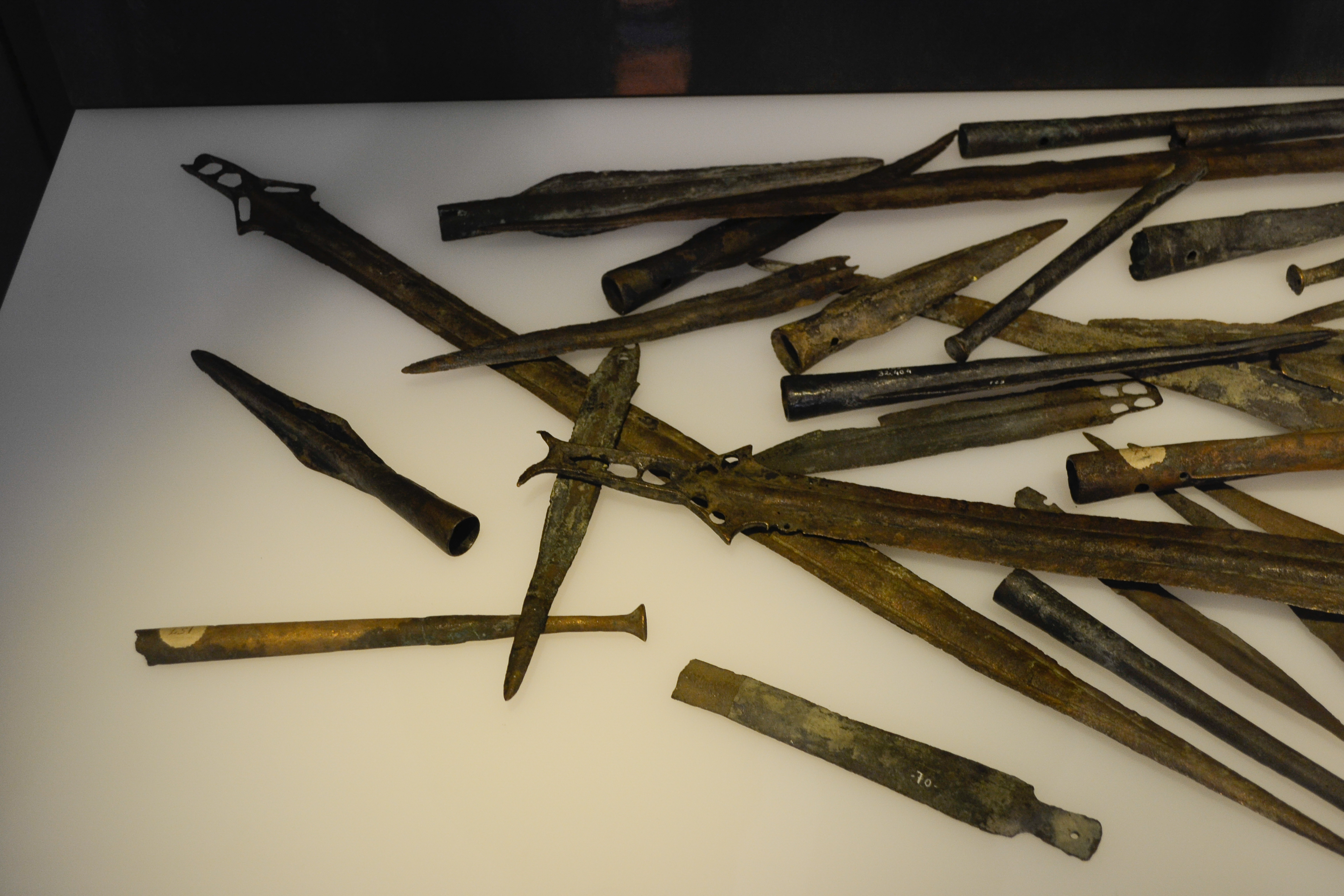
Algunas de las armas halladas, expuestas en el Museo Arqueológico Nacional de España

El depósito de la ría de Huelva es un hallazgo arqueológico fechado en el 1.000 a. C. (Bronce final atlántico), situado en la ría de Huelva, junto a Odiel. Los primeros restos aparecieron en marzo de 1923 a consecuencia de una draga que se realizó en las cercanías del muelle de la Compañía de Tharsis. Investigaciones posteriores fueron ampliando los objetos encontrados hasta 397 piezas, principalmente armas y adornos. Se especula con que pueden ser restos de un enterramiento en el mar o el cargamento de algún buque hundido.
La colección se considera uno de los mayores hallazgos arqueológicos de la región y de la cultura tartesia, que arqueólogos como Adolf Schulten consideraban cercana al hallazgo. Fue en su tiempo una noticia de gran calado despertando en su momento el interés del rey Alfonso XIII y siéndole dadas lecturas políticas regeneracionistas al mostrar el nivel técnico de una de las primeras culturas españolas. Así, con motivo de la Exposición Iberoamericana de Sevilla de 1929 se realizaron nuevas exploraciones. En 1930 se halló un casco corintio y esporádicamente desde entonces se han encontrado nuevos restos, a veces en propiedad de particulares dado el poco control del patrimonio histórico típico en la época de los primeros descubrimientos.
En la actualidad la colección se encuentra en el Museo Arqueológico Nacional, con la excepción de dos lotes de piezas duplicadas que se cedieron al Museo Provincial de Huelva y a la Junta del Puerto de Huelva. Se desconoce el destino que corrieron las enviadas a la Junta portuaria, aunque se han encontrado algunas de ellas en manos de la familia del descubridor del depósito, José Albelda. Algunas piezas atribuidas por algunos autores a la colección probablemente sean de las investigaciones posteriores al primer hallazgo.